# Pareques
Pareques – rodzaj ryb z rodziny kulbinowatych (Sciaenidae).

## Klasyfikacja
Gatunki zaliczane do tego rodzaju:

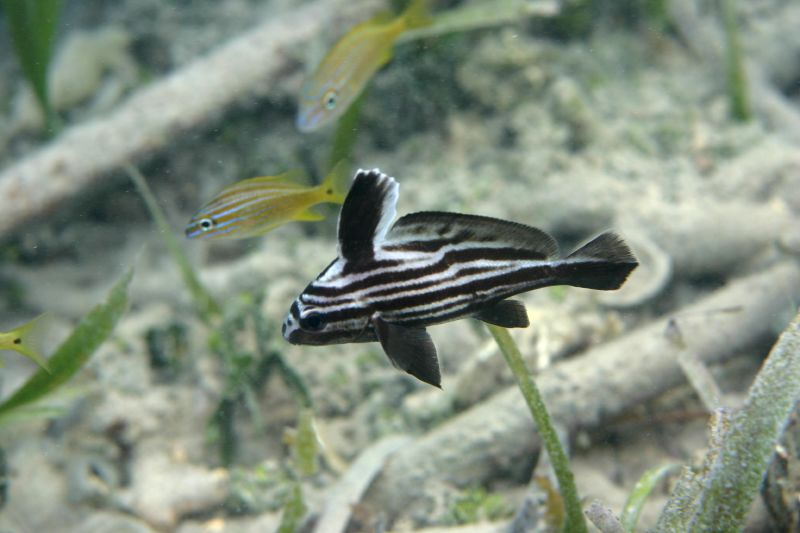
Pareques acuminatus
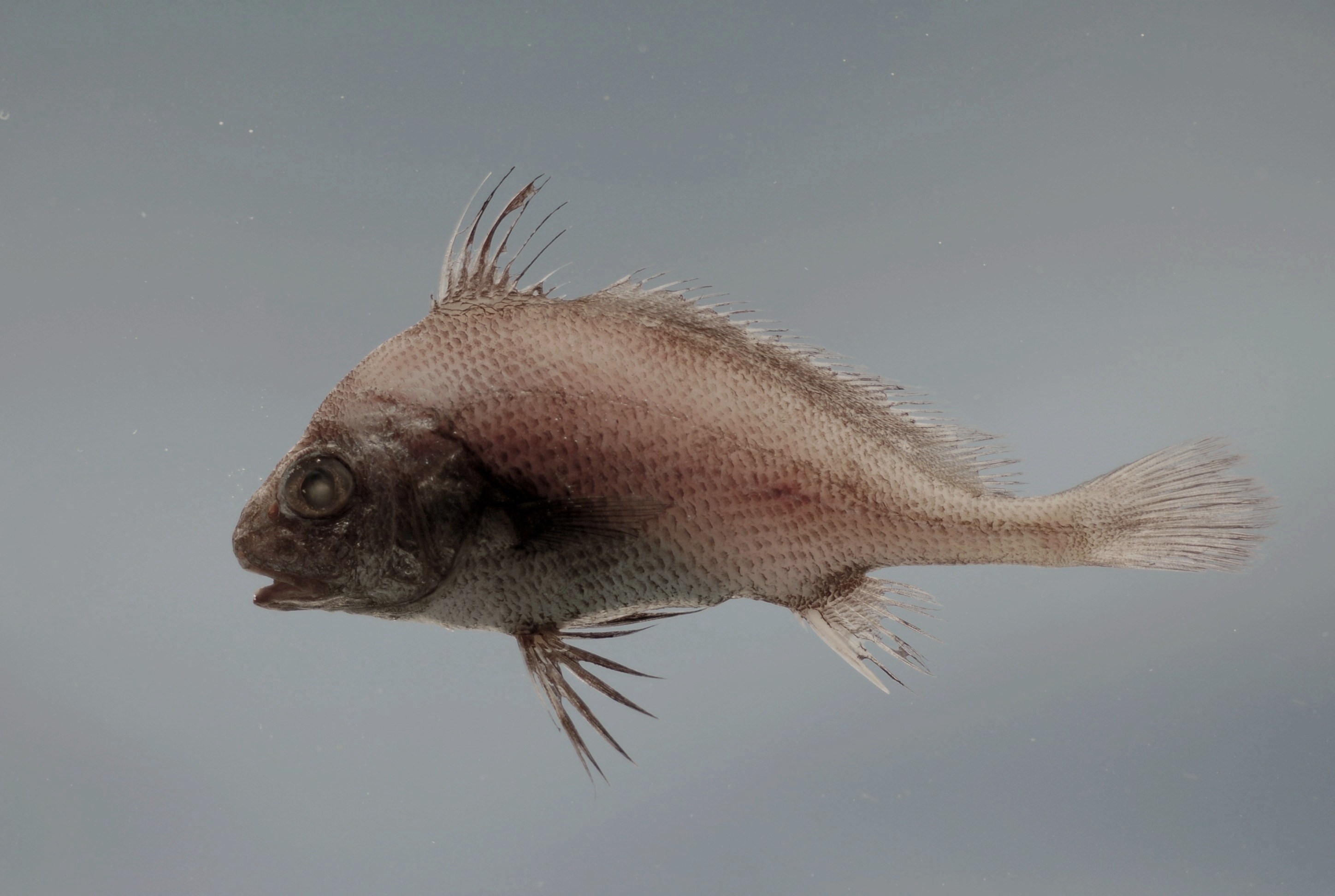
Pareques fuscovittatus
- Pareques iwamotoi
- Pareques lanfeari
- Pareques perissa
- Pareques umbrosus
- Pareques viola

- Pareques acuminatus
- Pareques iwamotoi